# Василівка (Дністровський район)
Васи́лівка — село у Сокирянській міській громаді Дністровського району Чернівецької області України.

## Географія
Село розташоване в мальовничій місцевості, прямо на березі Дністра.

## Історія

### Прадавня історія місцевості
Місцевість нинішнього села заселялася здавна. У свій час — в пору раннього заліза місцевість входила до скіфських земель. Десь у ІІ-му ст. через ці землі пройшли германські племена сполів і готів, які імовірно витіснили скіфів (але достеменно це не відомо). Споли деякий час жили в Подністров'ї, а згодом вони, а за ними і готи пішли до низу Дунаю. Це десь ІІІ-V сторіччя н. е. В VI сторіччі Північна Бессарабія входила до ареалу проживання західних антів.
У Х-ХІІ ст.. територія, де стоїть село входило до складу Київської Русі. У середині ХІІ ст. територія міжріччя Дністра та Прута була відрізана від Русі половцями. Русини, що жили на березі Дністра (нащадки уличив і тиверців) пішли в ліси кодрової зони Молдови й Хотинської лісової зони. У ХІІ-ХІІІ ст. територія нинішнього села перебувала майже на самому кордоні Галицько-Волинського князівства. Кордон проходив біля хутора Галиця і чи входила територія, яку на цей час займає село, у Галицько-Волинське князівство — не відомо, як не відомо і те, чи взагалі існувало саме в ті часи поселення на місці Василівки. Галицько-Волинське князівство згодом підпало під владу Золотої Орди. В 1345 р., коли угорські війська здолали татар і вигнали їх з правобережжя Дністра, територія відійшла до Угорщини, з середини XIV ст. — до складу Молдовської держави.
Мешканці села, як і немолдавське населення інших сусідніх сіл рахували й називали себе руснаками. З 1514 р. село опинилася під владою Туреччини, входило до створеної турками адміністративно-територіальної одиниці, на кшталт повіту — Хотинської райї. Через це, навіть після звільнення від турецького панування, населення цієї території тривалий час називали райками або райлянами.

### Давня історія місцевості і села
Після російсько-турецької війни (1768—1774 рр.) Василівка (як і вся Бессарабія) входить до складу Російської імперії. Точніше, формально на той час це була нейтральна територія, яка не підлягала заселенню ні турецькою ні російською сторонами.
М. І. Кутузов, який був призначений головнокомандуючим Дунайскої армії, у квітні 1811 року запропонував тим, хто побажає оселитися у Бессарабії, вільні землі, які вони самі оберуть, пообіцяв захист від місцевих поміщиків, звільнення на декілька років від податей та повинностей. Щоправда, це більше стосувалося іноземних переселенців, наприклад болгар, німців, греків. Після того, до 1812 р. кількість переселенців у Бессарабію зросла з 4 тис. у 1809 р. до 25 тис. Але з від'їздом Кутузова з Бессарабії через війну з Наполеоном, управління у краї стало здійснюватися за місцевими законами і звичаями. Переселенців позбавили прав на особливе становище і відновили його лише у 1818-му році, коли про порушення узнав імператор Олександр І.
По Бухарестському мирному договору 1812 р., укладеному між Туреччиною і Росією ця територія остаточно була приєднана до Росії. Село увійшло до Сокирянської волості Хотинського повіту Бессарабської губернії. Адміністративним центром губернії став Кишинів — колишнє монастирське володіння. До складу волості, разом з Василівкою (на той час назва — Василіуци) входили містечко Сокиряни та села Коболчин, Білоусівка казьонна, Білоусівка приватна (це офіційний адмінрозподіл), Гвоздоуци, Михалків, Ломачинці, Ожев, Раскопинці, Волошків, Окниця, Михалашани, Гринауци, Бирладяни, Ходороуци, Клокушна. Назви зазначено близько до офіційних назв того часу. Російсько-молдавська назва села — Василіуци зберігалася аж до 1940 року.
Після остаточного приєднання до Росії, населення села помітно збільшується, у тому числі за рахунок переселенців з центральних районів Росії і з інших сіл.
Нелегкою була доля селян. Кріпацтва в Василіуцах, як і у всій Бессарабії не було, але і землі у селян також було дуже мало. Під час реформи 60-х років XIX-го ст. селяни Хотинського повіту одержали найнижчі в усій Бессарабії наділи — по 1,9 десятини в середньому на ревізьку душу. Грошова повинність з однієї десятини на користь поміщика була найвищою в усій Бессарабії — 2 крб. 50 коп.
Реформа прискорила процес соціального розшарування селянства.
У селі було багато водяних млинів.
Пияками селяни не були: в селі був лише один кабак чи шинок. Але від Василівки в цьому сенсі відрізнялися лише Сокиряни, де таких закладів було аж шістнадцять. Напевне зіграло свою роль те, що Сокиряни мали статус містечка, а в містечках безперешкодно дозволялося оселятися євреям.

### Село у ХХ-му сторіччі
Наприкінці лютого 1918 р. австро-німецькі війська захопили Василівку. Після розпаду Австро-Угорщини у листопаді 1918 року село загарбала Румунія. Розпочалися кривавий терор, нещадне пограбування, примусові реквізиції. Спалахнуло Хотинське повстання.
За часів окупації знову тяжке життя через безземелля.
Тривалий час з початку румунської окупації на території Хотинського повіту діяла гайдамацька група Поліщука і Буди, які зухвало грабували поміщиків, представників румунської влади і євреїв, які прислуговувалися окупантам. Майже все награбоване Поліщук і Буда роздавали селянам. Про них народ складав легенди, та навіть пісню молдовською мовою. Поліщук — колишній унтер-офіцер царської армії, грамотна людина. Буда був неграмотним селянином, але не менш відчайдушним. Владам декілька разів вдавалося заарештовувати гайдамаків, але вони весь час тікали і продовжували свою боротьбу. Але все ж через деякий час жандарми у черговий раз піймали Поліщука і щоб позбутись, спровокували йому втечу, та під час цей спроби застрелили. Буда сидів у тюрмі, був звільнений радянськими військами, воював і героїчно загинув на фронті.
Себе населення Василівки аж до 1944 р. рахувало руськими, хоча розмовляли на місцевому діалекті, основу якого складала українська мова з дуже великою домішкою російських, молдавських слів, та навіть деяких слів з лексикону євреїв, яких було дуже багато в Сокирянах, та які розмовляли на мові їдиш. Цей діалект був не дуже відмінним від народної української мови, але примітним. Він зберігався у селі десь до кінця 60-х років ХХ-го сторіччя.
Все ж, 28 червня 1940 року село радо зустрічало радянських воїнів. Відразу були проведені загальні збори мешканців села, які обрали сільську раду. Це рішення зборів також на початку липня було затверджено Хотинським повітовим виконавчим комітетом Бессарабії. Сільрада розподілила поміщицьку, попівську та частину куркульської землі.
2 серпня 1940 р. згідно з законом «Про включення північної частини Буковини, Хотинського, Аккерманського і Ізмаїльського повітів Бессарабії у склад УРСР» село разом з усією Сокирянською волостю увійшло до складу Української РСР. 7 серпня 1940 р. Президія Верховної Ради УРСР видала Указ про створення Чернівецької області і Хотинський повіт та в тому числі Василівка увійшла до складу області. 12 листопада 1940 р. Президія Верховної Ради своїм Указом реформує адміністративно-територіальний устрій звільнених територій. Повіти і волості були ліквідовані і замість них створені райони. Василівка увійшла до Сокирянського району.
В селі створюється комсомольська організація. Нова влада, враховуючи, що село увійшло до складу України, та з врахуванням того, що основу мови селян складає українська, записали у паспортно-реєстраційні дані всіх мешканців, що вони українці. Паспорти, що правда, не видавали, просто була проведена реєстрація у сільській раді.
Почалася Німецько-радянська війна. Багато селян були призвані до армії та направлені на фронт. Сільська рада припинила роботу, тому що Василівку захопили румунсько-німецькі окупанти.
Наступальні бойові дії разом з румунськими з'єднаннями вела 11-та армія генерал-полковника фон Шоберта групи армій «Південь» (командувач генерал-фельдмаршал фон Рундштедт). У ніч з 2 на 3 липня 1941 р. 54-й і 30-й армійські корпуси ворога завдали головного удару в напрямку Яси, Бєльци, а 11-й німецький і румунський кавалерійський корпуса форсували річку Прут в районі с. Стефанешти і розвинули наступ у південно-східному напрямку на Могилів-Подільський. Їм протистояли червоноармійці 18-ї армії (командувач генерал-лейтенант Смірнов А. К., член військової ради корпусний комісар Ніколаєв Т. Л.), 189-та і 130-та стрілецькі дивізії. Окупація села відбулася десь між 4-м та 10-м липня.
Румуни вивезли всі товари з державних крамниць, вишукували євреїв, яких гнали в сокирянський табір.
У березні 1944 р. війська 2-го Українського фронту під командуванням генерала армії Конєва І. С. (який тільки прийняв командування фронтом після загибелі генерала армії Ватутіна М. Ф.), у взаємодії з військами 1-го Українського фронту під командуванням маршала Жукова Г. К., провели одну з найважчих військових операцій цієї війни — Умансько-Ботошанську наступальну операцію. Ним протистояли війська німецької групи армій «Південь» під командуванням генерал-фельдмаршала Еріха фон Манштейна. У смузі 2-го Українського фронту оборонялися німецькі 8-ма армія (під командуванням генерала піхоти Отто Велера) і частина сил 6-ї армії (під командуванням генерал-полковника Карла Голлідта), які налічували 20 дивізій, у тому числі 4 танкові та 2 моторизовані. Війська фронту розгромили німецьку 8-му армію і частину сил 6-ї армії, розсікли смугу оборони німецької групи армій «Південь», звільнили значну частину Правобережної України і Молдовської РСР, увійшли на територію Румунії. Радянська 40-ва армія під командуванням генерал-лейтенанта Ф. Ф. Жмаченка, отримала наказ, рухаючись вздовж Дністра, відрізати шлях до відступу 1-ї танковій армії німців (під командуванням генерал-полковника Ганса Губе).
Саме при цьому 25 березня 1944 р. було визволено Василівку. 681-й гвардійський стрілецький полк гвардії майора Білаонова П. С. у ніч на 24 березня 1944 року, переслідуючи супротивника під сильним артилерійським і мінометним вогнем, без технічних засобів форсування, на своїх підручних матеріалах перший з полків 40-ї армії форсував Дністер в районі села Липчани Могилів-Подільського району і в районі села Василівка. Протягом доби бійці Білаонова утримували плацдарм на правому березі річки. Під час запеклих боїв з постійно контратакуючим супротивником, вони знищили батальйон вражої піхоти (до 400 чоловік), взяли у полон 150 солдатів і офіцерів, захопили 3 танки, 150 коней, знищили 60 автомашин з набоями озброєнням. При цьому, полк Білаонова не втратив жодного солдата. Слідом за полком Білаонова Дністер форсували ще деякі частини дивізії.
Не дивно, що саме за цю частину операції (в тому числі за бойову операцію по захопленню плацдарму, звільненню Василівки, Коболчина і Гвіздівців) майор Білаонов П. С. був нагороджений орденом Леніна і йому присвоєно звання Героя Радянського Союзу.
Білаонов Павло Семенович після війни продовжив службу в Радянській Армії, з 1980 р. звільнився на пенсію і проживав у Києві, помер 28 травня 1996 року, похований на Лук'янівському цвинтарі.

### Голодомор
Улітку 1946 р. територія колишньої Бессарабії (у тому числі і Сокирянщина) опинилася у важкому становищі. Вже в липні стало ясно, що велика частина площ ранніх і пізніх культур загинула, а що залишилася — дасть незначний врожай. Забій худоби через нестачу кормів доходив до його масового винищування. Попри це, були розпочаті хлібозаготівлі, які були розраховані раніше на середньостатистичний врожай і які становили майже 3/4 фактично зібраного. Ситуація, що склалася в сільському господарстві ігнорувалася керівництвом республік, як УРСР, так і Молдови, хоча партійні і радянські органи на місцях в основному реально оцінювали обстановку і неодноразово порушували питання про необхідність значного скорочення обсягів хлібозаготівель. Голод вразив і інші регіони країни, що постраждали від посухи, — більшість районів України.
Настали страшні часи голодомору. Селян в деякій мірі рятував майже небувалий ні до того, ні після того врожай грибів, ягід, навіть жолудів. Багато мешканців їхали за жомом на Західну Україну. Далеко не всі з них повернулися. В селі люди пухли з голоду, ходили селом як тіні, падали, вмираючи на ходу. Люди стали байдужими до решти, навіть до родичів. Багато мешканців села вмерло.
Улітку 1947 р. найбільш важкі наслідки посухи були переборені. Восени був отриманий непоганий врожай — у чотири рази більший, ніж у 1946 році. Врожайність зернових практично досягла довоєнного рівня.
Чимало людей в перші післявоєнні роки вмерло від тифу.
Більшість селян працювали в колгоспі (згодом — в радгоспі).  Дуже розвинутим «бізнесом» того часу, починаючи десь з 70-х років стала торгівля овочами і фруктами з вивозом їх до Росії. Продавали не лише — те, що вирощено у власному господарстві, і те, що заробили за договорами з колгоспами (на інших роботах), а також те, що скуповували в інших селах та колгоспах. Щоправда, скупка і перепродаж в ті часи були небезпечним заробітком, тому що становили склад злочину, який називався «спекуляція».
Велике значення для розвитку села мало будівництво поряд з селом Дністровської ГЕС, а згодом і ГАЕС, хоча це також призвело до часткового відселення селян з берегів Дністра.

### Часи незалежності
Після розпаду СРСР і відповідного занепаду економіки, внаслідок погіршення медичного обслуговування, зниження якості продуктів споживання, різко погіршився життєвий рівень народу. Через те в Василівці, як і по всій Україні, суттєво зменшилася народжуваність і так само суттєво зросла смертність.

### Російсько-українська війна
31 жовтня 2022 року при масовому ракетному обстрілу було пошкоджено підстанцію василівської ГАЕС. Жертв немає. У людей які жили у радіусі 10-500 метрів від станції повибивали вікна. Хмару диму було видно аж з Молдавського села Наславча.

## Населення

### Мова
Розподіл населення за рідною мовою за даними перепису 2001 року:
| Мова       | Кількість | Відсоток |
| ---------- | --------- | -------- |
| українська | 1362      | 99.28%   |
| російська  | 7         | 0.51%    |
| румунська  | 1         | 0.07%    |
| білоруська | 1         | 0.07%    |
| болгарська | 1         | 0.07%    |
| Усього     | 1372      | 100%     |

## Уродженці села
- Богач Георгій Феодосійович. — (*20.04.1915, с. Василівка — 28.11.1991, Москва, похований у Кишиневі [за багатьма джерелами — Георге Богач]) — румунський літературознавець і фольклорист. Кандидат філологічних наук (1964), професор. Член Спілки письменників Молдови.

Народився у сім'ї священика. Середню освіту здобув у Хотинському та Белградському ліцеях. Після закінчення літературно-філософського факультету Ясського університету(1938) працював там асистентом на кафедрі славістики. Учасник Німецько-радянської війни. В 1946–1971 рр. — науковий співробітник інституту мови і літератури АН Молдови, впродовж 1971–1980 рр. — на викладацькій роботі в Іркутському педагогічному інституті. Досліджував проблеми молдавської літератури та молдавсько-російсько-українських літературних і культурних взаємин. Детальніше про Георге Богача йдеться у книжці літератора і краєзнавця Юхима Гусара «Дністровий зорепад»: Штрихи до енциклопедичного словника-довідника «Літературно-мистецька Сокирянщина». — Чернівці: Місто, 2010. С. 7-8. 
- Госик Наталія Іванівна. — (*31.10.1979, с. Василівка Сокирянського району) — журналістка, літератор. У 1996 р. Закінчила Василівську ЗОШ І-ІІІ ст., у 2001 р. — філологічний факультет Чернівецького національного університету імені Юрія Федьковича. Працювала у газетах «Доба» (Чернівці), «Вечірній Харків», «Погляд» (Чернівці). Лауреат літературного конкурсу ім. Вадима Коваля у номінації «Проза і драматургія» за книгу «Навпомацки до неї» до якої увійшли два оповідання, яке дало назву виданню, та «Вовкулака». Її ім'я літератор Юхим Гусар включив до енциклопедичного словника-довідника «Літературно-мистецька Сокирянщина».
- Коваль Микола Васильович – фармацевт, науковець, кандидат фармацевтичних наук, громадський діяч. Народився  03.04.1953 р., с. Василівка, Сокирянський район. Закінчив фармацевтичне відділення Одеського медичного училища №3 (1973), фармацевтичний факультет Запорізького медичного інституту (1982). Працював завідувачем аптеки № 59 с. Вашківці Сокирянського району, на кафедрі органічної хімії Запорізького медичного інституту. У 1987 р. захистив кандидатську дисертацію за спеціальністю «фармацевтична хімія і фармакогнозія».  З 2000 р. – завідувач центральної районної аптеки № 23 м. Сокиряни.  За сумісництвом – доцент кафедри фармації Буковинського державного медичного університету. Автор 34 наукових робіт, з них – 5 авторських свідоцтв, 6 статей в наукових фахових виданнях та тез доповідей на конференціях. На громадських засадах  - голова організації роботодавців Сокирянського району. Обирався депутатом Чернівецької обласної ради VI,  VII, VIII скликань. Юхим Гусар.
- Коваль Ілля Іванович1926 р. н, уродженець с. Василівка Сокирянського району, українець. Рядовий, стрілець 2 ср 992 сп 306 сд. Призваний у Червону армію в 1944 р. Сокирянським РВК. На фронті з червня 1944 р, 1-й Прибалтійський фронт. Важко поранений 22.09.1944 р. Мати – Коваль Юхимія Іванівна проживала в с. Василівка Сокирянського району.Будучи активним учасником бойових  операцій на 1-му Прибалтійському фронті, після прориву на Вітебському напрямку, 29.09.1944 р. отримав важке поранення і, одужавши, повернувся в роту. Нагороджений медаллю «За відвагу». Наказ № 07 від 13.02.1945 р. ЦАМО, ф. 1614, оп. 2, спр. 87, арк. 186.